# Bart van Lier
Bart van Lier (* 14. Juni 1950 in Haarlem) ist ein niederländischer Posaunist des Modern Jazz. 

## Leben und Wirken
Van Lier stammt aus einer musikalischen Familie (sein Vater Cor van Lier war als Trompeter tätig; sein älterer Bruder ist der Bassposaunist Erik van Lier). Seit dem achten Lebensjahr spielte er Kornett in der Loosdrechter Fanfare Nieuw Leven, um dann zur Posaune zu wechseln. Mit 18 Jahren wurde er Mitglied des VARA Tansorchesters. Während seines Studiums in Hilversum spielte er bei den Skymasters, den Ramblers und in Orchestern unter Leitung von Tony Nolte und Rogier van Otterloo. Ab 1976 arbeitete er bei Cees Slinger. Später gehörte er zu Peter Herbolzheimers Rhythm Combination & Brass und arbeitete in den Niederlanden als vielbeschäftigter Studiomusiker. Von 1992 bis zu seiner Pensionierung 2017 war er Soloposaunist des Metropole Orkest, mit dem er auf vielen Tonträgern und mit Gastsolisten wie Al Jarreau, Zoot Sims oder Toots Thielemans zu hören ist. Daneben spielte er im Cubop-Orchester Nueva Manteca, leitete das Posaunenquartett Bart’s Bones, ein eigenes Trio und (gemeinsam mit seinem Schüler Ilja Reijngoud) ein Quintett. Als Solist ist er auf den Alben Akili, First Brass, Bart's Bones, Twilight, Memories of the Future, Live at the Tor und High Slide, Low Blow zu hören. Er ist auch an Alben von Rein de Graaff und Masha Bijlsma beteiligt.
Van Lier lehrte an verschiedenen Konservatorien in Deutschland und den Niederlanden. Er ist Autor des 1994 erschienenen Lehrbuches Coordination Training Program for Trombone Play, das in fünf Sprachen übersetzt wurde. Im selben Jahr kam auch eine Signaturposaune von Kühnl & Hoyer auf den Markt.

## Preise und Auszeichnungen
Im Jahr 2000 wurde van Lier mit dem Jazz in Duketown Award geehrt. 2015 erhielt er den ITA Award, den die International Trombone Association jährlich an eine Person vergibt, die einen außergewöhnlich großen Beitrag geleistet hat bzw. viel Einfluss in der Welt der Posaune hat. Wegen seiner internationalen Verdienste als Musiker und Lehrer wurde er 2017 mit dem Ritterkreuz des Ordens vom niederländischen Löwen ausgezeichnet.